# Lapworth Medal
Die Lapworth Medal ist eine Auszeichnung der Palaeontological Association für eine herausragende Gesamt-Forschungsleistung in der Paläontologie. Sie ist nach Charles Lapworth benannt. Sie wird seit 2000 in der Regel jährlich verliehen.

## Preisträger
- 2000 Harry Blackmore Whittington
- 2002 Alwyn Williams
- 2004 James W. Valentine
- 2005 William Gilbert Chaloner
- 2006 Adolf Seilacher
- 2007 Anthony Hallam
- 2008 Charles Hepworth Holland
- 2009 Bruce Runnegar
- 2010 Robin Cocks
- 2011 Richard Aldridge
- 2012 Euan Clarkson
- 2013 Dianne Edwards
- 2014 Richard Fortey
- 2015 Jennifer Clack
- 2016 Adrian W. A. Rushton
- 2017 Stefan Bengtson
- 2018 Derek J. Siveter
- 2019 Derek Briggs
- 2020 Andrew Smith
- 2021 Angela Milner
- 2022 Moya Meredith Smith
- 2023 Else Marie Friis
- 2024 Michael Benton